# Francisco Javier Castellón Fonseca
Francisco Javier Guadalupe Castellón Fonseca (Santiago Ixcuintla, Nayarit; 21 de septiembre de 1960) es un académico y político mexicano, miembro del Partido de la Revolución Democrática, fue senador por Nayarit de 2006 a 2012.
Francisco Javier Castellón es licenciado en Economía por la Universidad Autónoma de Nayarit, cuenta con una Maestría en Economía por la Facultad de Economía de la Universidad Nacional Autónoma de México y tiene un Doctorado en Ciencias Económicas por la Universidad Autónoma de Baja California;  ha tenido una amplia carrera como catedrático de la Universidad Autónoma de Nayarit, de la que ha sido director de la Escuela de Economía de 1986 a 1990, funcionario universitario y Rector de 1998 a 2004.
En 2004 fue elegido Candidato del Partido de la Revolución Democrática, el Partido del Trabajo y el Partido de la Revolución Socialista en alianza a gobernador de Nayarit, sin embargo finalmente cedió su postulación al expriista Miguel Ángel Navarro Quintero, quien renunció a su partido al no obtener la victoria en la candidatura del PRI a gobernador, la cual perdió.
En 2006 fue elegido senador de primera minoría para el periodo que culminó en 2012. Después de ello fungió como presidente del Comité Directivo Estatal del Partido de la Revolución Democrática en Nayarit.
En las elecciones locales de 2017 fue elegido presidente municipal de Tepic, siendo candidato de la coalición "Juntos por Ti", conformada por los partidos Acción Nacional, de la Revolución Democrática, del Trabajo y de la Revolución Socialista de Nayarit.